# Christian Barillas
Christian Barillas (Guatemala-Stad) is een Amerikaans acteur, bekend als Ronaldo uit de sitcom Modern Family.

## Filmografie
- Modern Family (2013-2020) als Ronaldo
- Grace and Frankie (2019) als Erasmus
- The Kominsky Method (2018) als Richard
- The Resident (2018) als Nigel Meahan
- The Handmaid's Tale (2017) als Mr. Flores
- The Great Indoors (2016) als Jose
- Two Man Job (2016) als Manny
- Jet Lag (2014) als een man
- Agents of S.H.I.E.L.D. (2014) als een priester
- The Bridge (2014) als Raul Quintana en Yusanda
- Gaffigan (2013) als Arlen
- Best Night Ever (2013) als Billy
- Seven Psychopaths (2012) als een priester
- Bunheads (2012) als Jimmy Hewson
- Bosco's Guitar (2011) als Luis
- Sabotage (2009) als een onbekende rol
- Without a Trace (2009) als Luis Ochoa
- Incitement (2008) als Inciter
- Benny: Escaped Convict (2008) als meerdere stemmen
- Passions (2006) als officier Costa
- The Playbook (2006) als een man op het vliegveld
- Til Parole Do Us Part (2005) als Dr. Patrick Brown